# Eleições no Burundi
Eleições no Burundi dá informações sobre eleição e resultados eleitorais no Burundi.
Burundi elege em nível nacional um chefe de Estado - o presidente - e uma legislatura. A Assembleia Nacional (Assemblée Nationale) tem 118 membros, eleitos para um mandato de cinco anos de representação proporcional com o obstáculo de 2%. O Senado (Sénat) tem 49 membros, eleitos para um mandato de cinco anos por colégios eleitorais dos conselheiros comunais. Lugares extras em ambas as câmaras podem ser adicionados para garantir que cotas  étnica e de gênero sejam cumpridas. Burundi tem um sistema multi-partidário, com dois ou três partidos fortes e um terceiro que é eleitoralmente bem-sucedido. Os partidos geralmente baseiam-se na origem étnica.

## 2005 eleições à Assembleia Nacional
| Partidos | Votos     | %     | Eleitos lugares | Coopted lugares | Total lugares |
| --- | --------- | ----- | --------------- | --------------- | ------------- |
| Conselho Nacional para a Defesa da Democracia, Forças para a Defesa da Democracia (Conseil National Pour la Défense de la Démocratie–Forces pour la Défense de la Démocratie, CNDD-FDD) | 1,417,800 | 58.55 | 59              | 5               | 64            |
| Frente para a Democracia no Burundi (Front pour la Démocratie au Burundi, FRODEBU) | 525,336   | 21.70 | 25              | 5               | 30            |
| União Nacional para o Progresso (Union pour le Progrès national, UPRONA) | 174,575   | 7.21  | 10              | 5               | 15            |
| Conselho Nacional para a Defesa da Democracia (Conseil National Pour la Défense de la Démocratie, CNDD)                                                                                 | 100,366   | 4.14  | 4               | -               | 4             |
| Movimento para a Reabilitação de Cidadãos-Rurenzangemero (Mouvement pour la Réhabilitation du Citoyen-Rurenzangemero, MRC)                                                              | 51,730    | 2.14  | 2               | -               | 2             |
| Partido Nacional para a Recuperação (Parti pour le redressement national, PARENA) | 42,223    | 1.74  | -               | -               | -             |
| Outros e independentes | 109,396   | 4.51  | -               | -               | -             |
| Membros étnicos Twa | -         | -     | -               | 3               | 3             |
| Total (afluência eleitoral: 77.2%) | 2,421,426 | 100.0 | 100             | 18              | 118           |
| Votos inválidos / em branco | 24,575    |       |                 |                 |               |
| Total de votos | 2,446,001 |       |                 |                 |               |
| Eleitores registrados | 3,167,124 |       |                 |                 |               |
| Fonte: African Elections Database |           |       |                 |                 |               |

Mais informações: Eleições no Burundi, 2005 sobre o referendo constitucional, Comunais, Assembleia Nacional, Senado, Presidência, e as eleições "Hills".